# القبة (بعدان)

تعديل مصدري - تعديل

القبة محلة تابعة لقرية الحقيبي، التابعة لعزلة المنار بمديرية بعدان إحدى مديريات محافظة إب في الجمهورية اليمنية، بلغ تعداد سكانها 20 حسب تعداد اليمن لعام 2004.